# Bewegung Oase
Die Bewegung Oase (en.: Oasis Movement; es.: Movimiento Oasis; fr.: Mouvement Oasis; it.: Movimento Oasi) ist eine internationale römisch-katholische Vereinigung von Gläubigen. Sie wurde 1950 in Rom gegründet und 1952 päpstlich anerkannt, sie ist weltweit in 8 Ländern vertreten.

## Geschichte
Der Gründungstag der Bewegung Oase ist der 1. November 1950, dieser Tag ist identisch mit der Verkündigung des Dogmas der Aufnahme Marias in den Himmel. Die Bewegung entstand auf Initiative von Pater Virginio Rotondi (1912–1990), der dem Jesuitenorden angehörte, und wurde von einer Gruppe Studentinnen und Studenten gegründet. 1952 wurde die Bewegung von der Kongregation für die Glaubenslehre als eine Geistliche Gemeinschaft päpstlichen Rechts anerkannt, während einer Sonderaudienz begrüßte Papst Pius XII. (1939–1958) die Mitglieder und unterstrich in seiner Ansprache die Bedeutung dieser Bewegung. Weitere Päpste unterstützten die Arbeit der Bewegung, so dass sie sich auf pfarrlicher, diözesaner, nationaler und internationaler Ebene ausweitete und seit 1992 auch in der ukrainisch-orthodoxen Kirche vertreten ist.

## Selbstverständnis
Die Spiritualität der Bewegung verlangt fünf Merkmale als Grundlage: Die Jugendlichen sollen dienen können, an der Welt interessiert sein, die Haltung des Dienens einnehmen, sich Christus übereignen und sich ebenfalls den Brüdern übereignen. Hieraus ergeben sich dann auch die Formen der Mitgliedschaften, die aus vier Stufen bestehen: Engagement im Dienst, Versprechen, Weihe und Animatoren (Gruppenleiter). Die Ausbildung der Mitglieder erfolgt in einer Ausbildungsserie von Kursen und wird dadurch bestimmt, dass: „das Leben in dem Maße vollkommen wird, in dem es mit dem Willen Gottes übereinstimmt“.

## Organisation und Ausweitung
Die Bewegung Oase ist keine durchstrukturierte Organisation und verfügt deshalb auch nicht über eine genau Mitgliederzahl. Die in den Pfarrgemeinden eingegliederten Gruppen werden von einem sogenannten „Animator“ geleitet, alle Gruppen der Regionen und der Länder gliedern sich in die kirchliche Struktur ein. Seit 1990, nach dem Tode des Gründers, wurde eine „Internationale Equipe“ gebildet, ihr angegliedert ist das „Internationale Sekretariat“. Der Bewegung ist das Säkularinstitut "ANCILLA DOMINI", die Stiftung Pater Virginio Rotondi und das Sozialwerk Villaggio Nuova Speranza in São Mateus (Espírito Santo) (Brasilien). Sie hat ihren Hauptsitz im Centro Internazionale Movimento Osasi in Castel Gandolfo.